# Oberembt
Oberembt is een is een dorp in, en tevens sinds 2011 een stadsdistrict van de Duitse gemeente Elsdorf, deelstaat Noordrijn-Westfalen. De plaats telde per 31 mei 2024 volgens de gemeentewebsite van Elsdorf 1.063 inwoners.
Oberembt en het oostelijke buurdorp Niederembt liggen ten noordwesten van de hoofdplaats van de gemeente, Elsdorf, en bovendien ten noorden van de verkeersader Bundesstraße 55.
De rooms-katholieke St. Simon und Judas Thaddeüskerk te Oberembt dateert uit de 16e eeuw en werd in de 19e eeuw zeer ingrijpend verbouwd in de stijl der neogotiek.

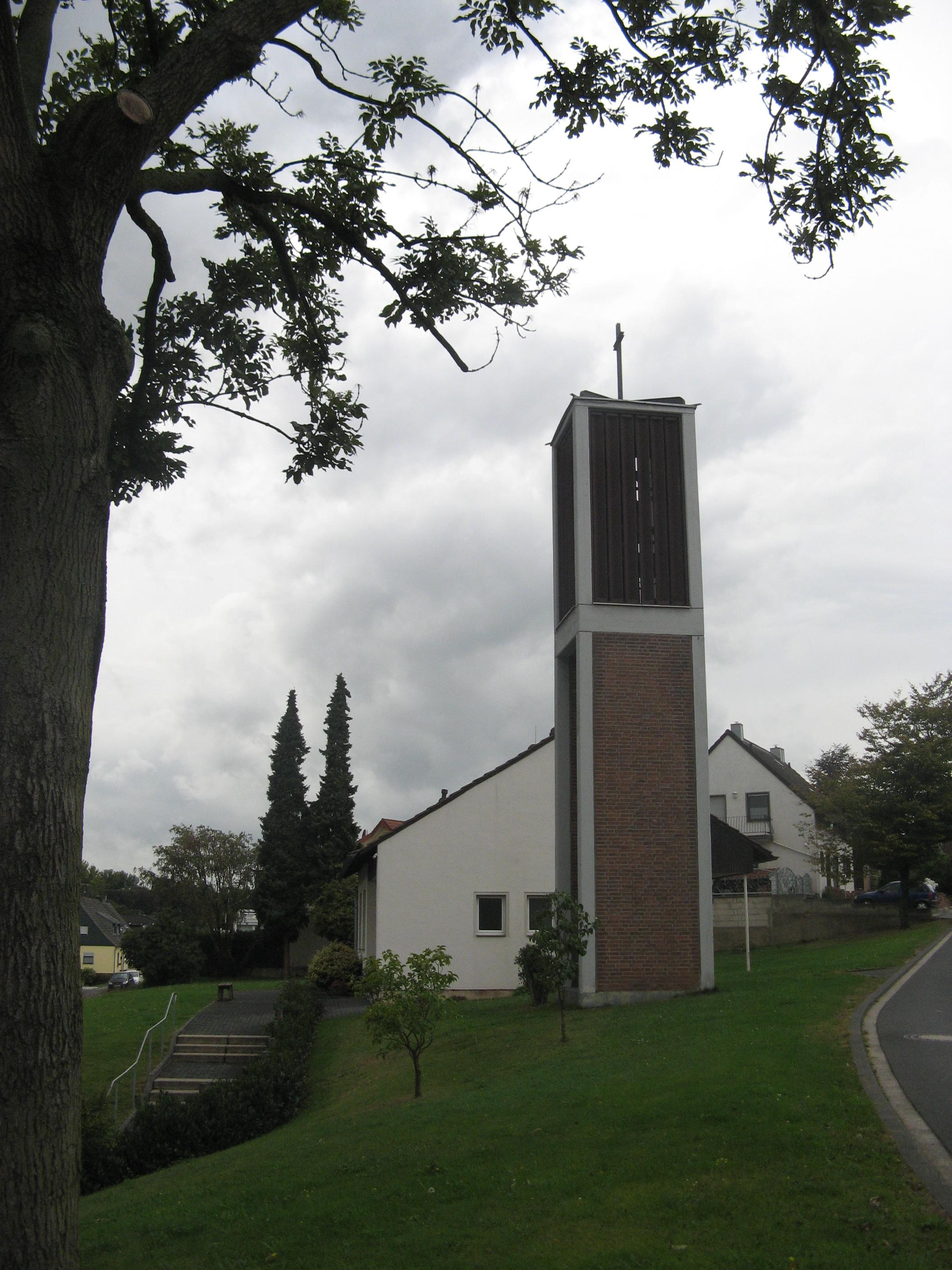
Evangelisch-lutherse kerk (1960)

Na de Tweede Wereldoorlog werd het dorp uitgebreid met een woonwijk voor Heimatvertriebene, Duitsers, die de in 1945 aan o.a. Polen toegewezen gebieden moesten verlaten. Omdat veel van deze mensen evangelisch-luthers waren, verrees in 1960 een luthers kerkgebouw in Oberembt. De kerktoren is tien jaar later aangebouwd.

Voor verdere informatie zie onder Elsdorf (Noord-Rijnland-Westfalen).